# William Gell

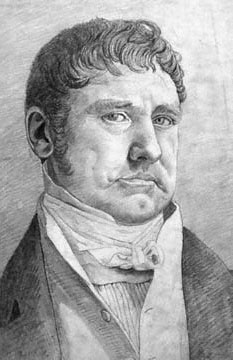
Cornelius Varley: William Gell, 1816. National Portrait Gallery, London

Sir William Gell FRS (* 1. April 1777 in Hopton Derbyshire; † 4. Februar 1836 in Neapel) war ein britischer Archäologe.

## Leben
William Gell stammte aus einer alteingesessenen Familie in der englischen Grafschaft Derbyshire, die ihre Ursprünge auf das Jahr 1209 während der Herrschaft des Königs Johann zurückführte. Er war der Sohn des Verwaltungsbeamten Philip Eyre Gell (1723–1795) und dessen Ehefrau Dorothy Mills (1758–1808).
Nach einer Ausbildung an der Schule in Derby immatrikulierte er sich 1793 am Emmanuel College der University of Cambridge, wo er 1804 einen Mastergrad erwarb. Er bereiste das griechische Festland und die griechischen Inseln, wo er in Olympia und im Apollontempel auf der Insel Ägina Untersuchungen vornahm, sowie Kleinasien. 
1814 begleitete er Prinzessin Caroline von Braunschweig-Wolfenbüttel als Kammerherr (chamberlain) nach Italien. Im selben Jahr wurde er zum Knight Bachelor ernannt. Von 1820 bis zu seinem Tode lebte er in Rom, wo er als Maler tätig war. Einige Zeit arbeitete er dort mit dem Archäologen und Topografen Antonio Nibby zusammen. Er war mit Keppel Richard Craven eng befreundet, bereiste mit ihm Italien und vererbte ihm nach seinem Tod sein ganzes persönliches Eigentum. In Neapel besaß er ein Zweithaus, wo er Gäste wie Lady Blessington und Walter Scott empfing. 
Gell starb 1836 in Neapel und wurde auf dem dortigen Englischen Friedhof begraben. Obwohl er seinem Wesen nach Dilettant war, haben seine topographischen Werke Anerkennung erlangt. Er war Fellow der Royal Society und der Society of Antiquaries of London sowie Mitglied des Instituto di Corrispondenza Archeologica und der Königlich-Preußischen Akademie der Wissenschaften (korrespondierendes Mitglied 1815). Seine zahlreichen Zeichnungen klassischer Ruinen und Örtlichkeiten, mit großer Sorgfalt ausgeführt, befinden sich im British Museum.

## Schriften (Auswahl)
- William Rollinson (Hrsg.): A Tour in the Lakes Made in 1797. Smith Settle, Otley 2000, ISBN 1-85825-139-7 (EA Carlisle 1968).
- The Topography of Troy and its vicinity. Illustrated and explained by drawings and descriptions etc. C. Whittingham, London 1804. (Digitalisat)
- The Geography and Antiquities of Ithaca. Longman Hurst Rees, London 1807. (Digitalisat)
- The Itinerary of Greece. With a commentary on Pausanias and Strabo, and an account of the Monuments of Antiquity at present existing in that country, compiled in the years 1801, 1802, 1805, 1806 etc. 2. Ausgabe. Rodwell, London 1827 (EA London 1810)
- The Itinerary of the Morea, being a description of the Routes of that Peninsula. Rodwell, London 1817.
- Views in Barbary – taken in 1813. Orme, London 1815.
- zusammen mit John P. Gandy: Pompeiana. The Topography of Edifices and Ornaments of Pompeii. Jennings & Chaplin, London 1832 (2 Bände, EA London 1817/18).
- Narrative of a Journey in the Morea. Longman, Hunt, Rees, London 1823. (Digitalisat)
- mit Antonio Nibby: Le Mura di Roma (= Biblioteca istorica della antica e nuova Italia, Band 157). Forni, Bologna 1972 (Nachdruck d. Ausg. Rom 1820)
- Probestücke von Städtemauern des alten Griechenlands. Cotta, München 1831 (aus dem Englischen übersetzt)

1. Textband. (Digitalisat)
2. Atlas.

- Edward Henry Banbury (Hrsg.): The Topography of Rome and its Vicinity with Map. Erweiterte Ausgabe. Bohn, London 1846 (EA London 1834).

1. Textband.
2. Karten.

- mit Antonio Nibby: Analisi storico-topografico-antiquaria della carta de’ dintorni di Roma secondo. STJ, Rom 1965 (EA Rom 1837).